# KRAZY BEE
KRAZY BEE（クレイジー・ビー）は、山本"KID"徳郁が設立した総合格闘技のジム及び格闘技チーム。

## 概要
2008年2月、名称をKILLER BEEから変更し、港区白金から大田区中馬込にジムを移転（YAMAMOTO SPORTS ACADEMY内）。2022年11月にリニューアルオープン。
2017年7月、沖縄県糸満市にKRAZY BEE沖縄を設立。11月、埼玉県越谷市にKRAZY BEE越谷を設立。

## 所属選手
- 山本美憂
- 山本アーセン
- パク・シウ
- 西浦"ウィッキー"聡生
- 高橋遼伍
- スソン

## 過去の所属選手
- 菊地昭（2008年1月15日付けで引退）
- 福田力（2007年10月25日付けでGRABAKAへ移籍）
- 小路伸亮（2008年7月7日付けでフリー転身→8月に引退）
- 浅野倫久（2008年7月7日付けで引退）
- 浅野篤司（2008年7月7日付けで引退）
- 小林歩（2010年にINFIGHT JAPANへ移籍）
- 山本篤（2015年3月5日付けでフリー転身）
- 堀口恭司（2016年1月11日付けでアメリカン・トップチームへ移籍）
- 岩田翔吉（中学2年生でボクシングに転向）
- 山本"KID"徳郁（代表）（2018年9月18日死去）
- 朴光哲（2020年11月にフリー転身→引退）
- 矢地祐介（2020年11月にフリー転身）
- 田村一聖（2020年11月にフリー転身）
- あい（2020年11月にフリー転身）